# 失われた時を求めて (バレエ)

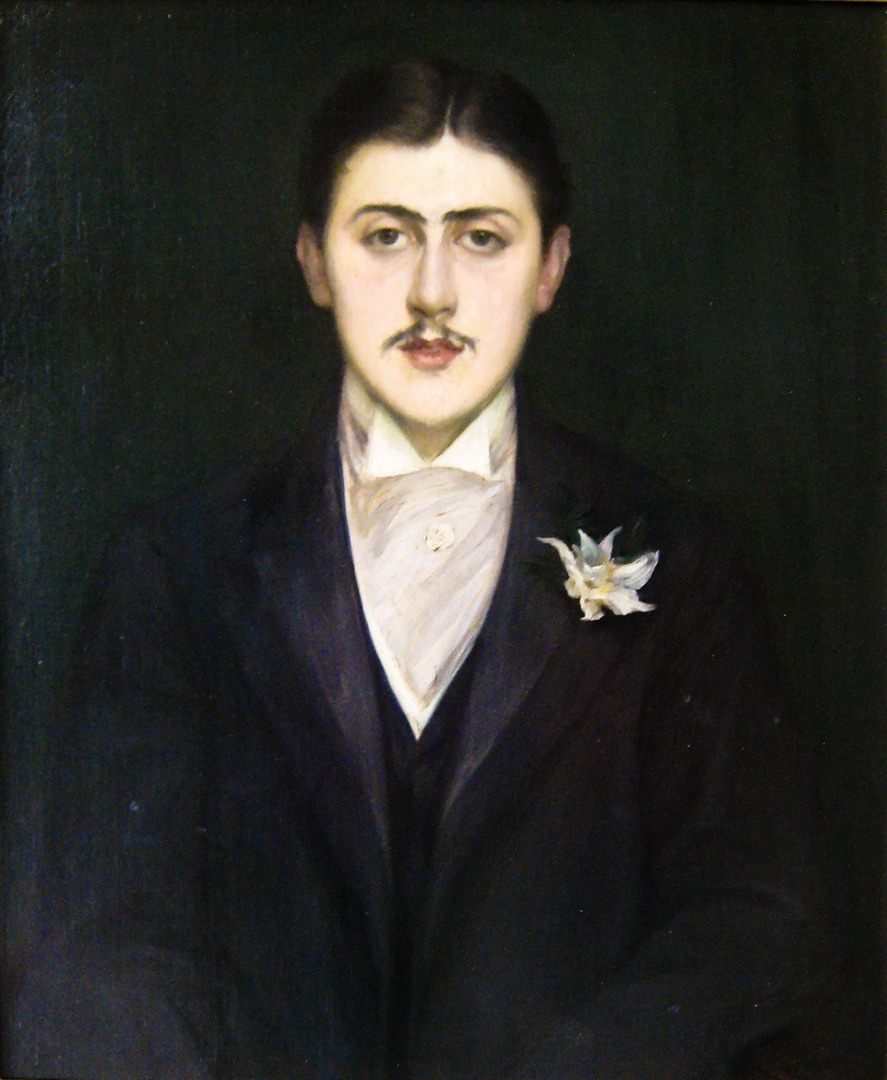
マルセル・プルースト

『プルースト 失われた時を求めて』（プルースト うしなわれたときをもとめて）は、マルセル・プルーストによる長編小説『失われた時を求めて』を原作としたバレエ作品である。振付はローラン・プティ。音楽は、プルーストが愛聴した7人の作曲家の楽曲が用いられている。1974年、マルセイユ・バレエ団によって初演された。
本作のフランス語原題は、『プルースト、あるいは心の間歇』（Proust ou les intermittences du coeur）である。本作は小説を翻案した舞台作品であるが、原作の筋書きを忠実に追うのではなく、原作から抽出したいくつかのエピソードを、13の独立した場面へと再構成しているのが特徴である。作品全体を通して、社交生活の虚しさや恋愛の苦悩、快楽を追求する人間の姿など、原作小説と共通するテーマが描き出されている。

## 原作小説のあらすじ
『失われた時を求めて』は、19世紀末から20世紀初頭のフランスを主な舞台とした一人称小説である。語り手の「私」は、パリの裕福なブルジョワ家庭の一人息子である。病弱で、繊細な感受性を持ち、幼い頃から作家になることを夢見ているが、怠惰で意志薄弱な性格ゆえになかなか創作に着手できず、青年時代を恋愛と社交生活に費やすことになる。
物語は、語り手による幼年時代の回想から始まる。語り手の一家は、休暇の時期を親戚が住む田舎町コンブレーで過ごした。コンブレーには一家がよく出掛ける2つの散歩道があり、1つは一家と親しいスワン氏の所有地がある「スワン家の方」、もう1つは大貴族ゲルマント家の領地がある「ゲルマントの方」と呼ばれていた。

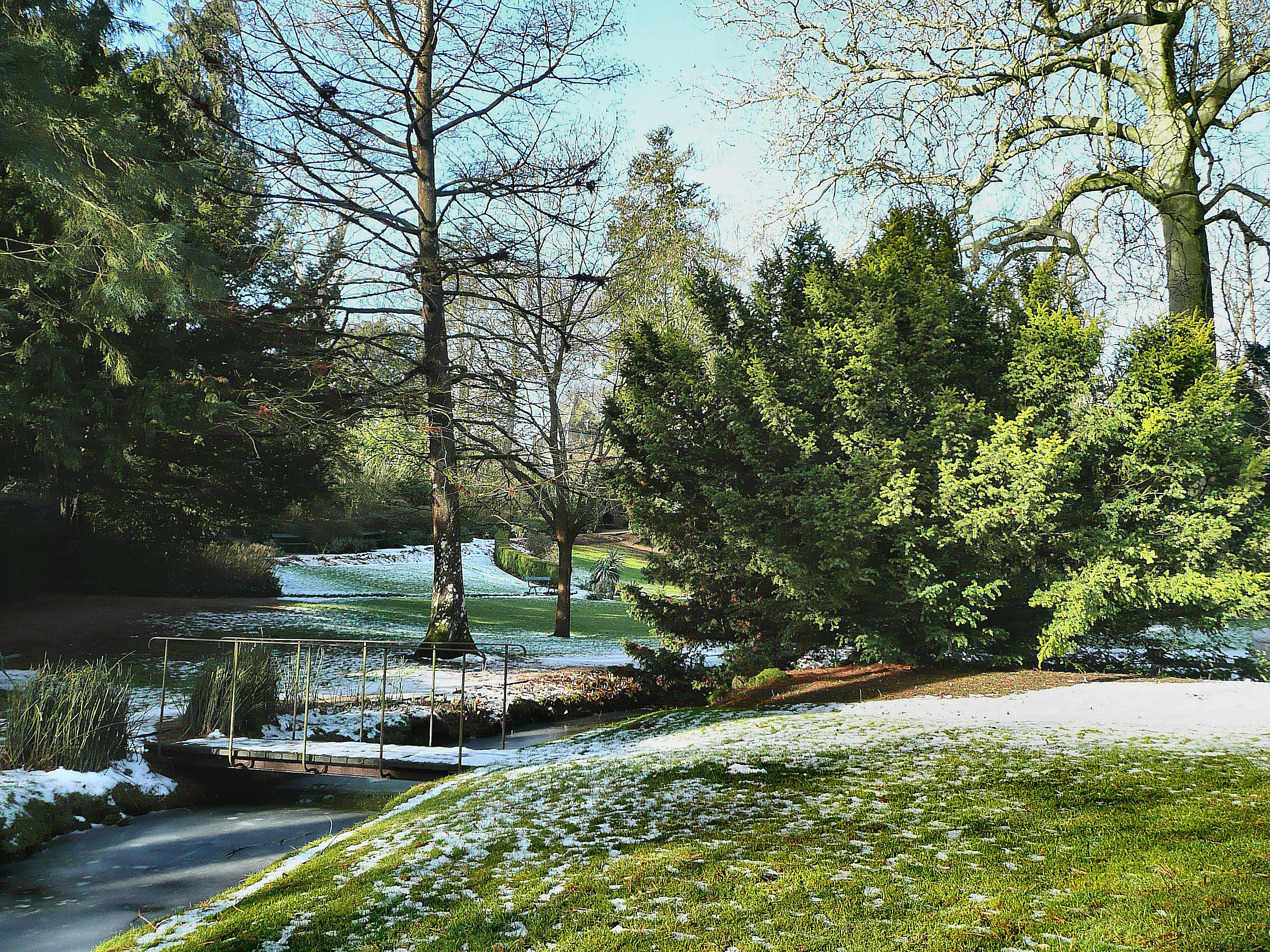
コンブレーのモデルとなった土地の一つ、イリエ。

スワンはユダヤ人のブルジョワであり、語り手が生まれる前に、高級娼婦オデットとの恋にのめりこんでいた。オデットは、裕福なブルジョワであるヴェルデュラン夫人のサロンの常連であった。スワンはそのサロンで、作曲家ヴァントゥイユによるソナタを聴き、この曲と自分の恋を結びつける。やがてスワンは恋敵への嫉妬に苦しむようになるが、じきにオデットへの情熱は冷めていく。結局二人は結婚し、娘ジルベルトが生まれる。ジルベルトは後に語り手の初恋の相手となるが、この初恋はすれ違いによって終わりを迎える。
その後、語り手は、ノルマンディー地方の避暑地バルベックに滞在する。語り手はここで、幼い頃から憧れていた大貴族ゲルマント家の人々と出会い、貴公子サン＝ルーと親しくなるほか、サン＝ルーの叔父であるシャルリュス男爵とも知り合う。また、語り手は、海辺で少女たちの一群を見かけ、その中の一人であるアルベルチーヌと恋愛関係になる。
| バルベックのモデルとなった土地の一つ、カブール。 |  | 作者プルースト（最後列左から3人目）自身も貴族と親交を結んだ。 |
| バルベックのモデルとなった土地の一つ、カブール。 |  | 作者プルースト（最後列左から3人目）自身も貴族と親交を結んだ。 |

語り手はサン＝ルーとの交友などをきっかけに、貴族が集う社交界へと足を踏み入れる。あるとき語り手は、シャルリュス男爵が男性と性行為に及んでいる場面を偶然目撃し、男爵が同性愛者であることを知る。後にシャルリュス男爵はヴァイオリニストの青年モレルを愛し、彼の庇護者となる。モレルがしだいに名声を得ていく一方、男爵はモレルとの仲違いを機に落ちぶれていく。
語り手は、恋人アルベルチーヌが女友達のアンドレと踊っている様子を見たことなどをきっかけに、アルベルチーヌもまた同性愛者なのではないかと疑いを抱く。嫉妬心を募らせた語り手は、彼女と同棲して自らの監視下に置こうとするが、心が安らぐことはない。結局アルベルチーヌは語り手の家を出ていき、後に落馬事故で死亡する。

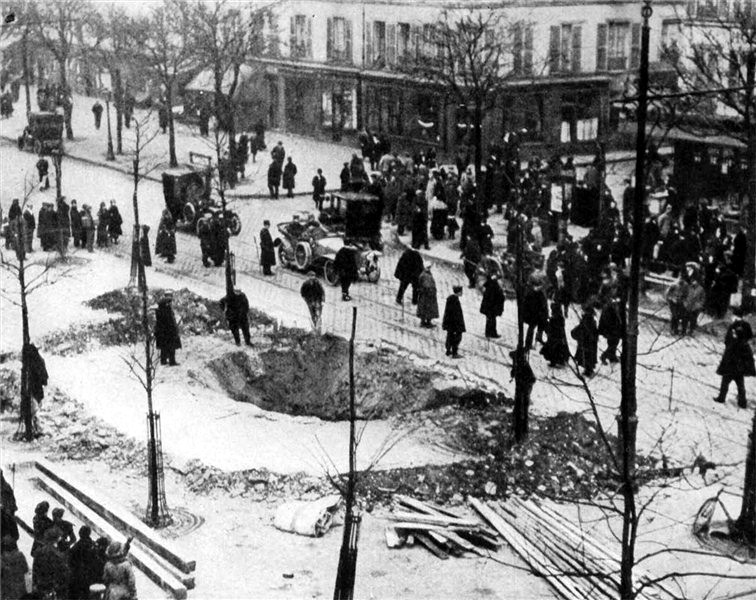
第一次大戦下で空襲の被害を受けたパリの街（1918年）

語り手はその後、持病の喘息を癒すため、パリを離れて長い療養生活を送る。その間に第一次世界大戦が始まり、一時的にパリに戻った語り手は、戦下のパリの様子を目の当たりにする。年老いたシャルリュス男爵は、男娼館で自らを若い男に鞭打たせ、サドマゾヒズムの快楽に耽っていた。またサン＝ルーは、ジルベルトと結婚して娘をもうけていたが、実は両性愛者であり、モレルと関係を持っていたことが明らかになる。従軍していたサン＝ルーは、やがて前線で戦死する。
語り手は再び療養生活に戻るが、終戦後にパリへ行き、ゲルマント大公妃が主催するパーティーに出席する。このゲルマント大公妃はかつてのヴェルデュラン夫人であり、再婚によって貴族の肩書を手に入れていた。会場に着いた語り手は、ふと中庭の敷石に躓く。その瞬間、かつて旅行したヴェネツィアで同じように躓いたときの感覚が呼び覚まされ、当時の記憶が鮮やかに蘇って、不思議な幸福感を覚える。語り手はこの経験を通じて、自分の使命は、このように過去と現在が呼応するときに生まれる至福の印象を芸術として形に残すことなのだと悟る。パーティ会場で、語り手はかつての知人たちの変わり果てた姿を見て、彼らや自身の老いを実感しながらも、自らが生きてきた長い「時」に思いを馳せ、その「時」を主題とした文学作品を創造しようと決意する。

## 創作の経緯
プルースト作品のバレエ化は、プティ以前にも作曲家のジャン＝カルロ・メノッティによって構想されたことがあるが、実現には至らなかった。
ローラン・プティは、出世作の一つである『カルメン』（1949年）などをはじめ、文学作品のバレエ化に数多く取り組んできた振付家である。本人へのインタビューによれば、プティは若い頃に『失われた時を求めて』を読もうとしたことがあるが、その時は途中で挫折してしまった。しかし後年、バレエ公演の海外ツアー中、寒さでどこにも出掛けられなかったときに本作を読み始めたところ、夢中になり、17冊を6週間で読破したという。
プティは『失われた時を求めて』のバレエ化にあたり、作家のフランソワーズ・サガンとエドモンド・シャルル＝ルーの助けを借りた。音楽は、プティがジョージ・ペインターによるプルーストの伝記を参考にして、プルーストが好んでいた作曲家の楽曲を選んだ。翻案は難航し、完成までには2年間を要した。

## 作品の特徴
本作は、長大な原作小説（400字詰原稿用紙換算で約1万枚）の筋書きを忠実に追うのではなく、原作から抽出したいくつかのエピソードを、13の独立した場面へと再構成している。作品全体は2幕構成であり、第1幕は「プルースト的天国のいくつかのイメージ」、第2幕は「プルースト的地獄のいくつかのイメージ」と題されている。第1幕は、スワンとオデット、語り手とアルベルチーヌという2組の男女の関係が中心となるのに対し、第2幕では、シャルリュス男爵、モレル、サン＝ルー、パリの人々らの姿を通して、人間の快楽の様々な様相が描かれる。
場面展開の順序は概ね原作通りであり、ベル・エポックから第一次世界大戦へという時代の変遷を背景に進行する。この時間経過は音楽的にも表現されており、第1幕では若い頃のプルーストが称賛した作曲家（フランク、サン＝サーンス、ドビュッシー、フォーレら）の楽曲が使われるのに対し、第2幕では、年齢を重ねたプルーストが好むようになったベートーヴェンとワーグナーの作品が加わる。
| モネ『プールヴィルの断崖の上の散歩（英語版）』 |  | ロートレック『ムーラン通りのサロン』 |
| モネ『プールヴィルの断崖の上の散歩』           |  | ロートレック『ムーラン通りのサロン』 |

舞台美術の意匠は場面ごとに異なり、写実的な装置や衣装が用いられている場面と、説明的な装置を省き裸に近い恰好で演じられる場面とがある。また、第1幕の「天国」と第2幕の「地獄」の対比も舞台美術によって表現されている。第1幕では涼しげな白と青が象徴的に使われており、広々とした自然の景観や海などが描写される。一方、第2幕では赤と黒が使われ、娼館や地下鉄などの閉鎖的な空間が舞台となる。第1幕がルノワールやマネ、モネらの絵画を彷彿とさせるのに対し、第2幕の娼館の場面はロートレックの作品を思わせる。
本作は全体を通して、社交生活の虚しさや恋愛の苦悩、快楽を追求する人間の姿など、原作小説と共通するテーマを描き出している。13の場面は互いに独立しているものの、緩やかに結びつけられている。たとえば、本作に登場する3組のカップル（スワンとオデット、語り手とアルベルチーヌ、シャルリュス男爵とモレル）の場面では、同じような振付が繰り返し用いられ、それぞれの恋愛関係に共通性があることが示される。このように、同じモチーフを繰り返し登場させることで異なるエピソード同士を共鳴させるという手法は、プルーストが原作小説で用いた手法に通じるものである。

## 内容

### 主な登場人物
- ヴェルデュラン夫人 - ブルジョワが集うサロンの女主人[48]。後に再婚して大貴族ゲルマント家の一員となる[49]。
- 語り手 - 本作の語り手。原作者プルーストのカリカチュアのような姿で登場する[45][注釈 3]。
- オデット - 元高級娼婦。
- スワン - オデットの恋人。
- ジルベルト - スワンとオデットの娘で、語り手の初恋の相手。
- アルベルチーヌ - 若き日の語り手の恋人。
- アンドレ - アルベルチーヌの女友達。
- 若き日の語り手[注釈 4] - 恋人アルベルチーヌへの猜疑心と独占欲を募らせ、半ば幽閉するように彼女と同居する[50]。
- シャルリュス男爵 - ゲルマント家の一員。同性愛者。
- モレル - ヴァイオリニストの青年。
- サン＝ルー - シャルリュス男爵の甥で、語り手の友人。

### 第1幕 プルースト的天国のいくつかのイメージ
序章（カミーユ・サン＝サーンス『動物の謝肉祭』より「ピアニスト」）
第1場 派閥をなす、またはプルーストによる攻撃的なスノビズムのイメージ（レイナルド・アーン『恍惚のとき』）
ヴェルデュラン夫人が主催するサロンの光景。夫人が優雅に歩き回る中、着飾ったブルジョワの男女が会話に興じ、若い歌手がピアノ伴奏に合わせて歌を披露している。舞台の片隅には、語り手がじっと動かずに座っている。
第2場 ヴァントゥイユの小楽節、または愛の音楽（セザール・フランク『ヴァイオリンとピアノのためのソナタ』）
ヴァイオリンを表す男性ダンサーと、ピアノを表す女性ダンサーのパ・ド・ドゥにより、スワンとオデットの恋の象徴であるヴァントゥイユのソナタが表現される。
第3場 サンザシ、または夢のような言葉（ガブリエル・フォーレ『ピアノと管弦楽のためのバラード』）
日傘をさして散策する女性たちの中で、スワンとオデットの娘であるジルベルトが優雅に踊る。
第4場 カトレアをする、または情熱のメタファー（サン＝サーンス『ハープと管弦楽のための演奏会用小品』より）
スワンとオデットのパ・ド・ドゥ。オデットは3人の若い男たちと戯れてみせ、それを見たスワンは心を乱す。
第5場 花咲く乙女たち、または楽しい休暇（クロード・ドビュッシー『海』）
若き日の語り手は、バルベックの海岸で少女アルベルチーヌとその女友達の一群に出会い、彼女たちの魅力に惹きつけられる。
第6場 アルベルチーヌ、または牢獄と疑惑（ドビュッシー『シランクス』）
アルベルチーヌと、その女友達アンドレのパ・ド・ドゥ。2人は体を寄せ合い、歓びに顔を輝かせながら踊る。
第7場 眠る女をみつめる、または相容れない現実（フランク『プシシェ』、サン＝サーンス『オルガン交響曲』）
語り手とアルベルチーヌのパ・ド・ドゥ。眠るアルベルチーヌの周囲をゆっくりと動き回っていた語り手は、やがて彼女を立ち上がらせて共に踊り出す。アルベルチーヌは語り手から何度も逃げ去ろうとするが、脚にしがみつかれたり、行く手を阻まれたりして引き戻される。最後に語り手がアルベルチーヌを再び横たえると、舞台上の幕が滑り落ち、アルベルチーヌの姿を覆い隠す。

### 第2幕 プルースト的地獄のいくつかのイメージ
序章（サン＝サーンス『動物の謝肉祭』より「耳の長い登場人物」）
第8場 捕らえどころのないものに直面するシャルリュス男爵（ルートヴィヒ・ヴァン・ベートーヴェン『弦楽四重奏曲第14番』）
シャルリュス男爵は、ヴァイオリニストの青年モレルに思いを寄せている。男爵はモレルが有名になり喝采を浴びる姿を夢見るが、モレルは傲慢な笑みを浮かべて男爵を翻弄する。
第9場 不可能に征服されたシャルリュス男爵（サン＝サーンス『ハバネラ』）
シャルリュス男爵は、モレルを探して娼館に辿り着く。男爵はそこで、モレルが娼婦たちと戯れた挙句、別の男に裸体を晒しているところを目撃する。
第10場 シャルリュス男爵の地獄（サン＝サーンス『英雄行進曲』）
第一次大戦下、パリのホテルの一室で、4人の兵士たちがカード遊びをしている。そこへシャルリュス男爵が現れ、後ろ手に縛られた状態で、自らの体を兵士たちに転がさせたり、鞭打たせたりする。
第11場 未知の世界の偶然の出会い（ドビュッシー『ハープと弦楽合奏のための舞曲』）
戦時下の夜、快楽を求める人々が、相手を探すためにパリの地下鉄の通路へと集う。3人の男性ダンサーと1人の女性ダンサーが体を絡め合って踊る。
第12場 モレルとサン＝ルー、または天使の闘争（フォーレ『エレジー』）
モレルとサン＝ルーのパ・ド・ドゥ。サン＝ルーはモレルの魅力に抗えず、彼との関係に絡めとられていく。
第13場 死についてのこの考え、現世は墓場の扉の裏側だと語り手には見える（リヒャルト・ワーグナー『リエンツィ序曲』）
大戦を経て社交界の様子は移り変わり、第1場で登場したヴェルデュラン夫人は今やゲルマント大公妃となって、尊大な態度で巨大な鏡の前を歩き回っている。舞台の隅には、第1場と同様に語り手が座っている。そこへ、衰退しつつある社交界の人々が、ロボットのような機械的な動きで登場する。さらに、語り手の心の中で蘇る記憶を反映するかのように、これまでの場面の登場人物たちが次々と舞台上に現れては消えていく。最後に語り手は、自分がこの物語の作者となることを示すかのように、観客に向かってゆっくりと両腕を広げてみせる。

## 上演
本作は1974年8月24日、モンテカルロ歌劇場で、プティの主催するマルセイユ・バレエ団によって初演された。続いてパリのシャンゼリゼ劇場でも上演されたが、観客の反応は批判的なものが大半であった。当時の観客にとって、本作のエロティックな振付や同性愛というテーマはショッキングなものであり、客席からはブーイングが飛んだ。本作が評価されるようになったのは、後にニューヨークでアメリカ初演が行われ、リベラルな観客層からの支持を得てからであった。
1982年3月14日、フランスのチャンネル3で本作のテレビ放映が行われた。出演は、マイヤ・プリセツカヤ、 パトリック・デュポン、デニス・ガニオ、ドミニク・カルフーニらであった。
2007年3月1日、パリ・オペラ座バレエ団が本作を初演した。この上演を機に舞台美術が一部変更され、従来よりも簡素で現代的なデザインとなった。出演は、エルヴェ・モロー（若き日の語り手）、エレオノーラ・アバニャート（アルベルチーヌ）、マニュエル・ルグリ（若き日の語り手、シャルリュス男爵）、マチュー・ガニオ（サン＝ルー）らであった。同バレエ団の公演映像は、2008年にDVD化されている。
日本では、1985年8月に行われたガラ公演「第4回世界バレエフェスティバル」において、本作から抜粋されたパ・ド・ドゥが『失われし時を求めて』の題で上演された。また、1992年12月に行われたマルセイユ・バレエ団の来日公演では、本作が『プルースト―失われた時を求めて』の題で全幕上演された。その後も、本作から抜粋されたパ・ド・ドゥ（「囚われの女」や「モレルとサン＝ルー」）が、ガラ公演において度々上演されている。

## 評価
プティ自身は本作について「批評家や新聞には悪評だったが、自分では傑作のひとつだと信じている」と述べている。また、舞踊評論家のジェラール・マノニは、本作を「並外れた構成力をもつローラン・プティだからこそ生み出しえた作品」であり「一時間四十分のダンスにおいて、すべてが言い尽くされている」と評価し、その振付には「安易で無益な効果を狙ったところがまったくなく（中略）すべてが繊細な心理描写に結び付けられている」と称賛している。
仏文学者のマリオン・シュミットは、プティによる『失われた時を求めて』の翻案が、鋭くかつ先進的なものであったと評価している。とりわけ、プティが原作の様々な要素のうち、セクシュアリティ、特に同性愛というテーマを抽出したことは注目に値するという。このバレエが初演された1974年当時、プルーストに対する一般的なイメージは、上流階級の優雅な暮らしを描いた作家、というものであった。しかしプティは『失われた時を求めて』のより暗い側面に焦点を当て、同性愛やサドマゾヒズムを含む人間のセクシュアリティを、大胆な振付によって表現した。プルースト作品のそのような側面は、今日の文学批評においては高く評価されているが、プティの翻案は時代を大きく先取りするものであった。さらにシュミットは、本作が同性愛を主要なテーマとしたことには、同時代のバレエが内包していた異性愛中心主義を否定するという意義もあったと指摘している。